# Telefiction
Telefiction (фр. Téléfiction) — канадский независимый производитель телевизионных и полнометражных фильмов для детей и юношества.

## История
Компания была создана в 1987 году. Eё филиал Téléfiction Productions выпустил более 1350 часов телевизионного контента, в том числе 675 часов художественных фильмов для юношества, 64 часа контента для показа в прайм-тайм, 615 часов документальных фильмов, тележурналов и др.
Филиал Films Vision 4 создал 25 полнометражных фильмов, а филиал Les Éditions Imagine, основанный в 2003 году, опубликовал 84 альбома для детей и юношества.
Согласно планам компании, в 2012—2013 годах, Telefiction выпустит более 130 X 30 минут программ детского вещания, 25 часов тележурналов, 2 специальные программы серии «Сomme par magie» (Как по волшебству), один полнометражный фильм и 2 интернет-сайта. Филиал Les Éditions Imagine, в свою очередь, опубликует 8 новых иллюстрированных альбомов для детей.
Телефиксион является одним из самых крупных производителей телевизионного контента для детей в возрастной категории от 3 до 8 лет в Канаде. Сериал Toc Toc Toc транслирутся на канале Radio-Canada и Télé-Québec. Toc Toc Toc — успешный проект, занимающий лидирующие позиции в сетке утреннего вещания на Radio-Canada.
Кроме того, Toc Toc Toc является передачей #1 сетки телеканала Télé-Québec. В 2012 году Téléfiction начнёт производство седьмого сезона телесериала. Таким образом, телесериал будет насчитывать 455 эпизодов.
Другой сериал, «1, 2, 3…Géant» (1, 2, 3… Великан) создан для Télé-Québec и TFO. Данный проект занимает второе место в сетке вещания Télé-Québec. Договоренность относительно производства третьего сезона достигнута.

### Films Vision 4
Основанный в 1982 году, Films Vision 4 является филиалом кинопроизводства компании Телефиксион. В его активе — около 30 широкоформатных фильмов, в том числе Le journal d’Aurélie Laflamme', Les pieds dans le vide, Duo, Le Survenant, Nez Rouge, La mystérieuse mademoiselle C., La loi du cochon, Pin-Pon, le film, Le dernier souffle, Matusalem, La Florida и другие.

### Les Éditions Imagine
Молодое издательство Imagine публикует печатную для малышей. Более 80 книг и альбомов дарят радость чтения и в увлекательной форме открывают для
мир для самых маленьких читателей. 90 % контента создано канадскими авторами и иллюстраторами.